# Поварова, Оксана Николаевна
Оксана Николаевна Поварова (род. 6 октября 1976 года) — российский искусствовед, член-корреспондент РАХ (2021).
В 2008 году — окончила Международную академию предпринимательства, а в 2021 году — магистратуру Московской государственной художественно-промышленной академии имени С. Г. Строганова.
Основные научные труды: «Константин Худяков „Глаз ангела“ — Размышления о небесном и обыденном» в научно-аналитическом журнале по вопросам искусствоведения «Декоративное искусство и предметно-пространственная среда. Вестник МГХПА» (2021).
Участница выставок, в том числе: Против течения / Красные ворота (2020), «Ограничение: от Ветхого Завета до Covid-19» в Москве, в Саратове (2021), и VII международной научно-практической конференции «Искусство и Власть» (2021).
С 2015 года — начальник Управления кадров Российской академии художеств.
С 2018 года — член Творческого союза художников России.
В 2021 году — избрана членом-корреспондентом Российской академии художеств от Отделения искусствознания и художественной критики.

## Награды РАХ
- Благодарности РАХ (2017, 2018, 2021)